# Pont coudé de Brantôme
Le pont coudé de Brantôme est un pont médiéval sur la Dronne situé dans la commune de Brantôme, dans le département de la Dordogne.
Il fait l'objet d'une protection au titre des monuments historiques.

## Localisation
Le pont est situé dans la ville, à la confluence aval de la Dronne et de son bras qui entourent l'île sur laquelle se trouve le bourg, juste en aval de l'abbaye.

## Historique
Le pont a été construit sous l'abbatiat de Pierre de Mareuil dans la première moitié du XVIe siècle et permettait aux moines d'accéder, depuis l'abbaye, aux jardins situés sur la rive gauche de la Dronne. Très endommagé par la crue de 1735, il a été restauré de 1736 à 1738.
Il est classé au titre des monuments historiques depuis le 13 janvier 1912.

## Architecture
L'ouvrage comporte dix arches dont trois sont en retour d'équerre. La morphologie particulière de ce pont s'explique par la nécessité, à la fois, d'enjamber la Dronne et son bief tout en étant capable de résister au courant de la Dronne parfois impétueux.
Coté amont, les piles sont équipées d'avant-becs triangulaires avec glacis sauf la troisième pile rive droite qui s'appuie sur le barrage et forme  refuge. Le parapet repose sur une plinthe à modillons.
À l'extrémité du pont côté abbaye, se trouvent le pavillon Renaissance dit du Corps de garde et la tour ronde.

## Galerie

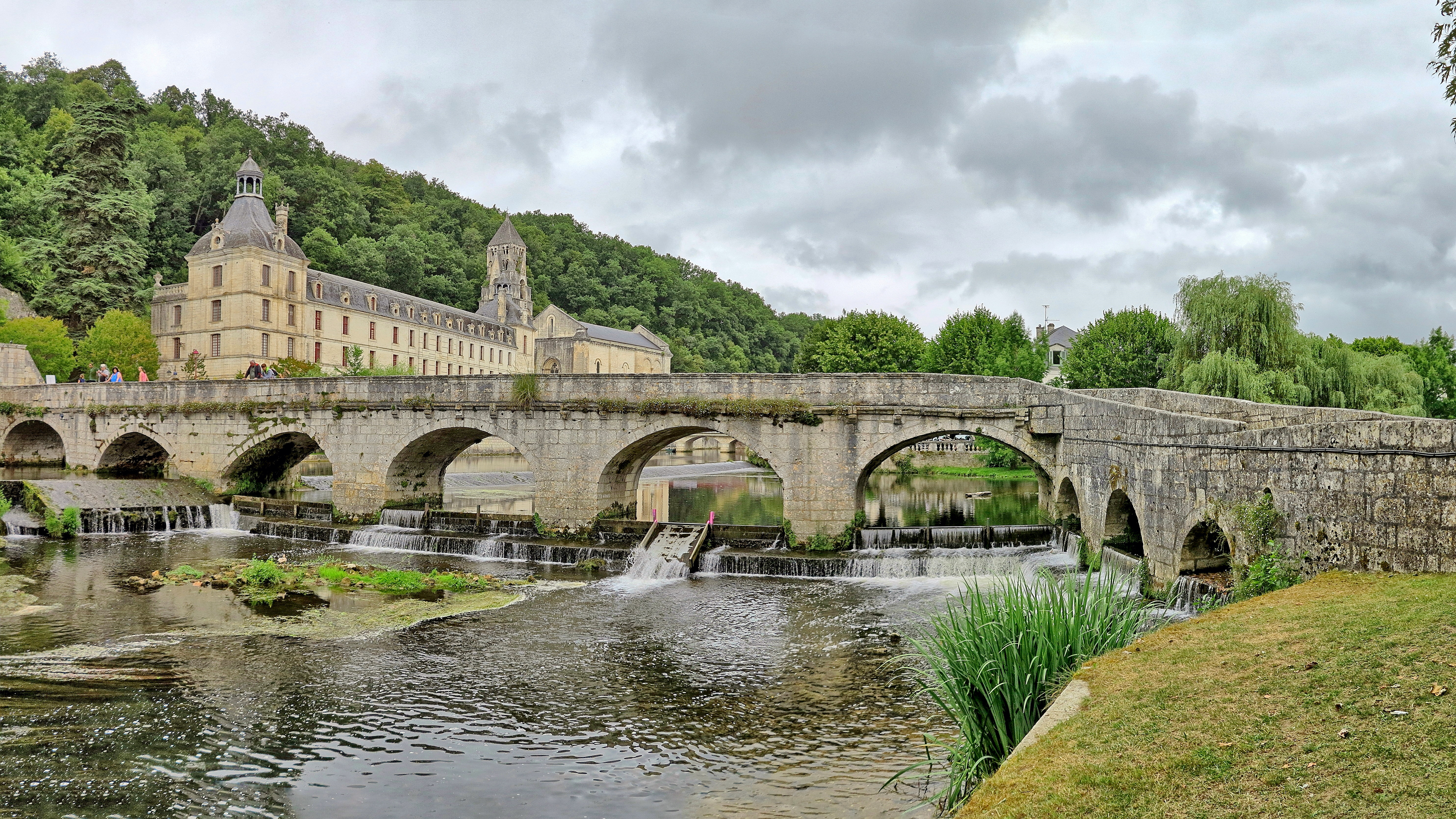
Le pont coudé (vue aval).
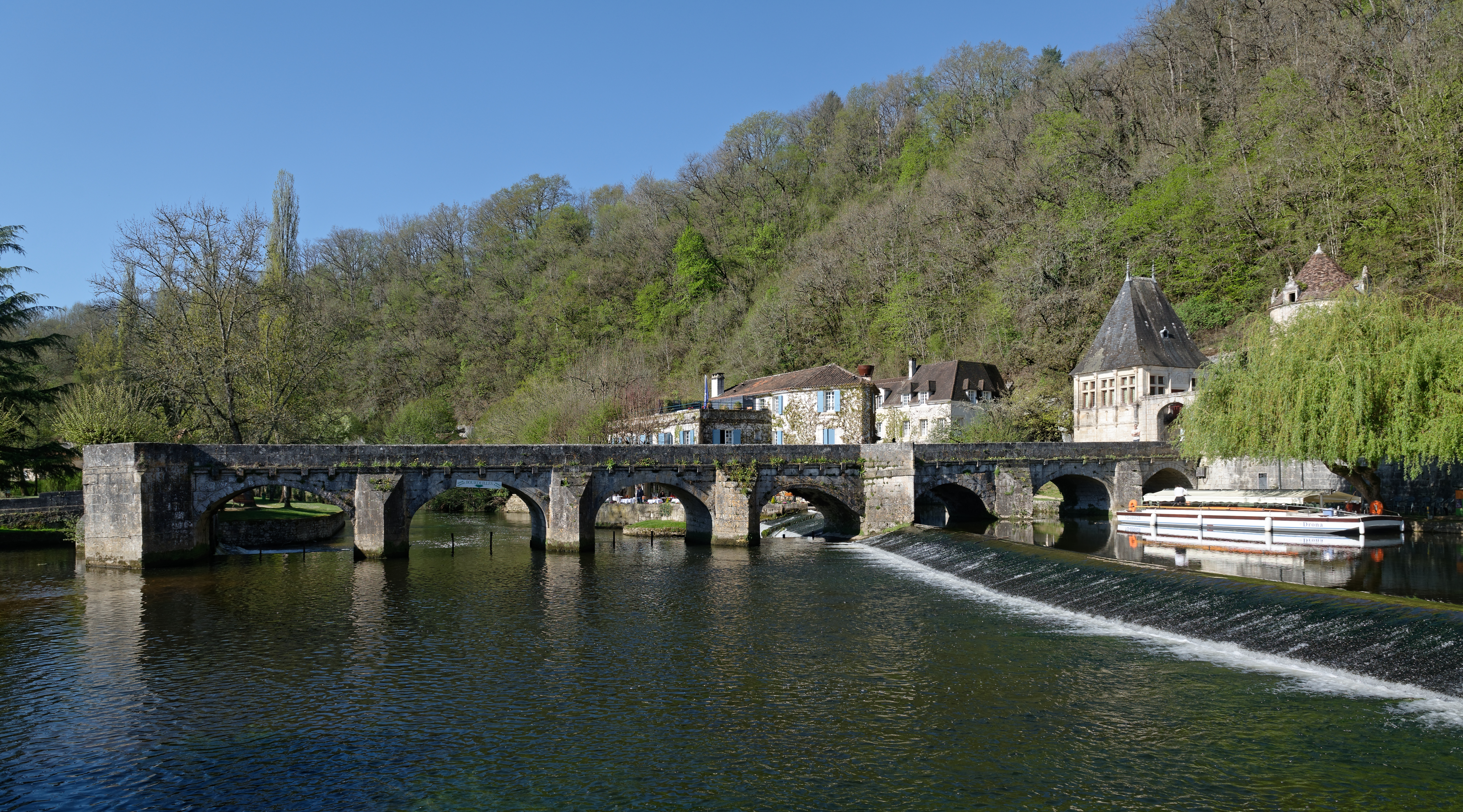
Le pont coudé (vue amont).
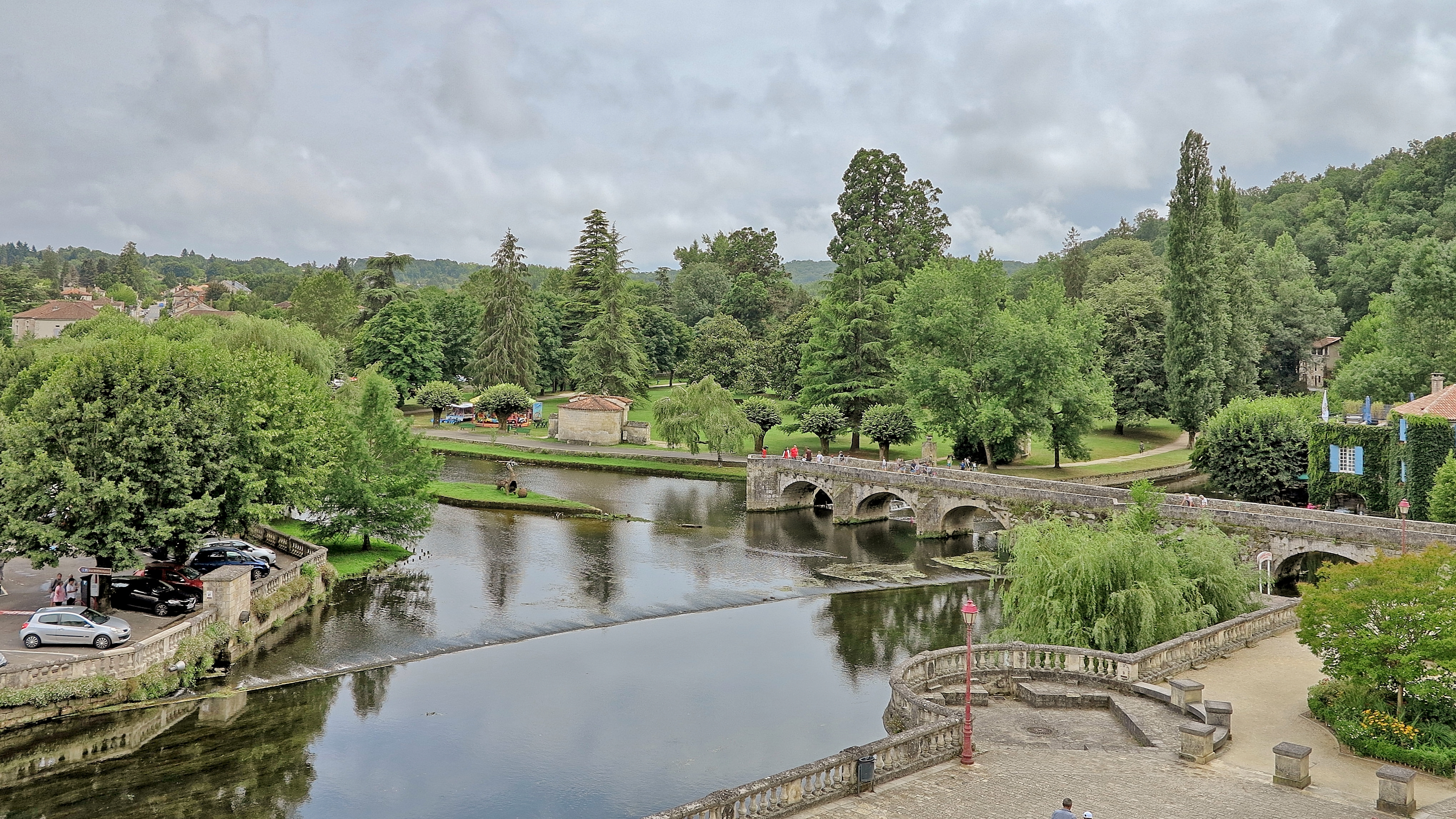
Le pont coudé vu depuis l'abbaye.